# Gamay (Norra Samar)
Gamay (Bayan ng Gamay) är en kommun i Filippinerna. Kommunen ligger på ön Samar, och tillhör provinsen Norra Samar. Folkmängden uppgår till 21 314 invånare.

## Barangayer
Gamay är indelat i 26 barangayer.
| - Anito - Bangon - Bato - Bonifacio - Cabarasan - Cadac-an (Calingnan) - Cade-an - Cagamutan del Norte - Dao - G. M. Osias - Guibuangan - Henogawe - Lonoy | - Luneta - Malidong - Gamay Central (Pob.) - Gamay Occidental I (Pob.) - Gamay Oriental I (Pob.) - Rizal - San Antonio - Baybay District (Pob.) - Burabod (Pob.) - Cagamutan del Sur - Libertad (Pob.) - Occidental II (Pob.) - Oriental II (Pob.) |